# Asaperdina regularis
Asaperdina regularis là một loài bọ cánh cứng trong họ Cerambycidae.